# Agreste Potiguar
Agreste Potiguar è una mesoregione del Rio Grande do Norte in Brasile.

## Microregioni
È suddivisa in 3 microregioni:
- Agreste Potiguar
- Baixa Verde
- Borborema Potiguar